# Catu(…)
Catu[…] war ein antiker römischer Toreut (Metallbildner), der wahrscheinlich Ende des 1. Jahrhunderts in Gallien tätig war.
Catu[…] ist heute nur noch aufgrund eines nicht vollständigen Signaturstempels auf einer Bronzekasserolle bekannt. Diese wurde in Ptuj, dem antiken Poetovio, in Slowenien gefunden. Heute befindet sich das Stück im Pokrajinski muzej Ptuj.

## Einzelbelege
1. ↑  Richard Petrovszky: Studien zu römischen Bronzegefäßen mit Meisterstempeln. Leidorf, Buch am Erlbach 1993, S. 218 Nr. C.10.01 Taf. 10, 40.

| Personendaten    | Personendaten                              |
| ---------------- | ------------------------------------------ |
| NAME             | Catu(…)                                    |
| ALTERNATIVNAMEN  | Catu[…]                                    |
| KURZBESCHREIBUNG | antiker römischer Toreut                   |
| GEBURTSDATUM     | 1. Jahrhundert v. Chr. oder 1. Jahrhundert |
| STERBEDATUM      | 1. Jahrhundert oder 2. Jahrhundert         |